# Trentepohlia fulvinota
Trentepohlia fulvinota är en tvåvingeart som beskrevs av Alexander 1932. Trentepohlia fulvinota ingår i släktet Trentepohlia och familjen småharkrankar. Inga underarter finns listade i Catalogue of Life.